# Electro Funk
Mit Electro Funk (eFunk) wird eine aus den USA stammende synthesizerlastige Variante des Funk bezeichnet, die sich in den späten 1970er und frühen 1980er Jahren aus dem P-Funk entwickelt hat (manchmal wird sie auch als Teil dieser Musikrichtung angesehen) und deren Hauptmerkmal die konsequente Verwendung elektronischer Musikinstrumente, vor allem sogenannter „Synth-Bässe“ und von Vocodern verfremdete „Vocals“ ist.

## Ursprünge und Entwicklung
Der Electro Funk übernahm unter anderem Techniken damaliger Disco-Musik und des Funk. Einen großen Einfluss übte Electro Funk auf die frühe Entwicklung der Hip-Hop-Kultur der 1980er Jahre aus, hierbei vor allem im Westen der USA, deren Musik sich oft derselben Techniken bediente. Raps treten im Electro Funk vor allem in elektronisch, mithilfe von „Voice Codern“ (Vocoder), modulierter Fassung auf und stellen entgegen der gemeinläufigen Auffassung mitnichten eine Seltenheit dar.
Electro Funk ist nicht zu verwechseln mit Electro, einem durch und durch elektronischen Stil der Elektronischen Tanzmusik, der zwar mit Elektro Funk verwandt ist, sich jedoch vor allem im Rhythmus deutlich von diesem unterscheidet. Electro ist meist deutlich schneller als Electro Funk und basiert auf einem gebrochenen „Beat“, während Electro Funk im steten 4/4-Takt gehalten ist und seine „Funkyness“ hauptsächlich aus den Basslinien bezieht.
Ableger des (Hip-Hop) Electro Funk lassen sich primär in der Stilrichtung Miami Bass wie auch im sogenannten Freestyle auffinden.

## Gegenwart & Renaissance im deutschsprachigen Raum
Dass der eFunk selbst heutzutage einen festen, wenn auch bisweilen in ein obskures Schattendasein verdrängten Bestandteil des Hip-Hop darstellt, lässt sich u. a. in seiner Popularität bei sogenannten „Breakdance“- oder „B-Boying“-Wettkämpfen [Vgl. Battle of the Year] festmachen, bei welchen u. a. in traditioneller „West-Coast“-Manier zu TR-808-generierten Rhythmen im Stile des „Popping-Locking“ oder „Robot“ getanzt wird.
Seit den frühen 1990er Jahren sind im deutschsprachigen Raum vereinzelte, gewissermaßen als Tribut an die „Bewegung“ intendierte, eFunk inspirierte Lieder auch auf Alben „traditioneller“ Hip-Hop-Interpreten vorzufinden, so z. B. bei Too Strong (Greatest Hits, Intercity Funk, Die Drei vonne Funkstelle et al.), D-Flame (Daniel X), Anarchist Academy (Anarchophobia) oder Main Concept (Coole Scheisse) sowie die Soulfulbrothers.
Ab Mitte der 1990er Jahre setzte jedoch auch eine zunehmende Vermischung mit oben genanntem Electro ein. Ermöglicht wurden solche Gratwanderungen durch die zunehmende Verbreitung elektronischer Produktionsgeräte (Sampler), wodurch rhythmisch sehr stark ausgetüftelte Kompositionen entstanden.
Als vornehmlich dem traditionellen (Hip-Hop) eFunk gewidmete Interpreten sind hierbei vor allem die Künstler Dagobert, Prime Dominance und Sbassship aus Dessau sowie MC T-Rock und die Knightz of Bass aus Mannheim plus Funkmaster Ozone aus Köln zu nennen.

## Beispieltitel

### Früher non-Hip-Hop-eFunk
- George Clinton – Atomic Dog [1983]
- Funkadelic – Electro-Cuties [1981]
- Laid Back – White Horse [1984]
- Zapp – More Bounce To The Ounce [1980]
- Vaughan Mason and Crew – Bounce, Rock, Skate, Roll Pt.1 & 2 [1979]
- Herbie Hancock – Rockit [1983]

### Avantgardistischer Hip-Hop-eFunk (East & West Coast) der frühen 1980er
- Afrika Bambaataa – Planet Rock [1983]
- Afrika Bambaataa – Renegades of Funk [1983]
- Captain Rapp – Bad Times (I Can't Stand It) [1983]
- Captain Rock – Cosmic Blast [1984]
- Chris „The Glove“ Taylor, Dave Storrs & Ice T – Reckless/Tibetan Jam [1984]
- Dynamic Breakers – Dynamic (Total Control) [1984]
- Egyptian Lover – Egypt, Egypt [1984]
- Future, The – Nuclear Holocaust [1984]
- G.L.O.B.E. & Pow Wow – Celebrate [1985]
- G.L.O.B.E. & Whiz Kid – Play that Beat Mr DJ [1983]
- Hashim – Al Naafiysh (The Soul) [1983]
- Herbie Hancock – Rockit [1983]
- Kid Frost – Terminator [1984]
- MC Fosty & Lovin' C – Radio Activity Rapp [1984]
- Man Parrish – Hip Hop Be Bop (Don't Stop) [1982]
- Mantronix – Bassline [1985]
- Newcleus – Jam On It [1983]
- Spyder-D – Smerphies Dance [1982]
- Twilight 22 – Siberian Nights [1984]
- Unknown DJ – 808 Beats [1985]
- Whodini – Escape [1984]

### Zeitgenössischer eFunk
- Dagobert – Bassinvasion [1996]
- Dagobert – Ready To Rock [1999]
- Knightz of Bass – Dark M-Pire [1996]
- Knightz of Bass – All Freaks Freak Out [1996]
- Prime Dominance – Pathfinder Beats [1998]
- Prime Dominance – Theme of Swift Rock [2003]
- Sbassship – Odyssey In Sbass [2000]
- Sbassship – Gegen Den Rest [2005]
- Newcleus – Destination Earth (Sbassship Remix) [2006]
- MC T-Rock – Introducing [1999]
- Mandroid – Future Funk EP [2006]
- Computor Rockers – Tech-No-Rock [2003]
- Dynamik Bass System – Express To Jupiter [2004]
- Dominance Crushing Crew – Nothing Stopping Us [2006]
- Imatran Voima – Commando [2004]
- Funk Senator – Funk Out [2007]
- Funkmaster Ozone-Westcoast Pioneers [2007]
- Elias Damian – The Vocoder Pop EP [2007]
- MC T-Rock – Introducing Electric Funk 2007 [2007]
- Funkmaster Ozone – Released and unreleased Vol. 1 [2007]
- Flashmaster Ray – Der Boss am Bass [2011]
- Electrodefender – Electric Nightmare [2014][1]
- Daree Rock – Electronic Dancer [2015]